# Seznam glasbil

## Po abecedi

### B
- Banjo
- Bariton
- Bas kitara
- Bič
- Boben
- Bongi

### C
- Cimbale
- Citre

### Č
- Činele
- Čembalo
- Čarongo

### D
- Didžeridu
- Dromlja
- Dude

### E
- Električna kitara
- Evfonij

### F
- Fagot
- Fleksaton

### G
- Gong
- Gusle

### H
- Harfa
- Harmonika
- Helikon

### K
- Kastanjete
- Kitara
- Klarinet
- Klavikord
- Klavir
- Kontrabas
- Ksilofon

### L
- Lira
- Lutnja

### M
- Mandola
- Mandolina
- Marake
- Marimba
- Melotron
- Metalofon

### O
- Oboa
- Ofikleid
- Orgle
- Orglice

### P
- Pavke
- Pipa
- Flavta
- Polikord
- Pozavna

### R
- Rebek
- Rog

### S
- Saksofon
- Serpent
- Sintetizator
- Spinet

### Š
- Šofar

### T
- Tamburice
- Tamburin
- Temple block
- Teremin
- Tolkalska baterija
- Triangel
- Trobenta
- Trstenke
- Tuba

### U
- Ukulele
- Ustna harmonika

### V
- Vibrafon
- Viola
- Violina
- Violinofon
- Violončelo
- Vokoder
- Vuvuzela

### Z
- Zvončki

### Ž
- Žvegla